# Jaka Klobučar (cestista 2003)
Jaka Klobučar (Novo Mesto, 27 marzo 2003) è un cestista sloveno.

## Carriera

### Nazionale
Nel 2023 ha partecipato, con la nazionale Under-20 slovena, all'Europeo Under-20.